# Franz Christoph Nagel
Franz Christoph Nagel (* 12. März 1699 in Rietberg; † 7. August 1764 in Paderborn) war ein deutscher Baumeister des Barock.

## Leben
Nagel war ein Zeitgenosse Johann Conrad Schlauns, mit dem er fast zeitgleich (bis 1715) das Theodorianum in Paderborn besuchte. Wo er seine Ausbildung zum Architekten erhielt, ist bislang nicht bekannt. Seine Werke zeigen einerseits deutliche französische Einflüsse, verdanken andererseits aber auch in Österreich und Süddeutschland entstandenen Bauten wesentliche Anregungen.
Etwa ab 1725 war Nagel im Hochstift Paderborn als Hof- und Landbaumeister tätig. Er war für das gesamte Bauwesen im Hochstift zuständig und hatte sich um den Straßen-, Wege- und Brückenbau ebenso zu kümmern, wie für die Regulierung von Flüssen, Bächen und den Bau von Kirchen und Stallungen. Mit dem Marstall in Schloß Neuhaus entstand 1729 sein erstes gesichertes Werk. Hier trat er auch als Gartenarchitekt in Erscheinung.

## Zugeschriebene Werke

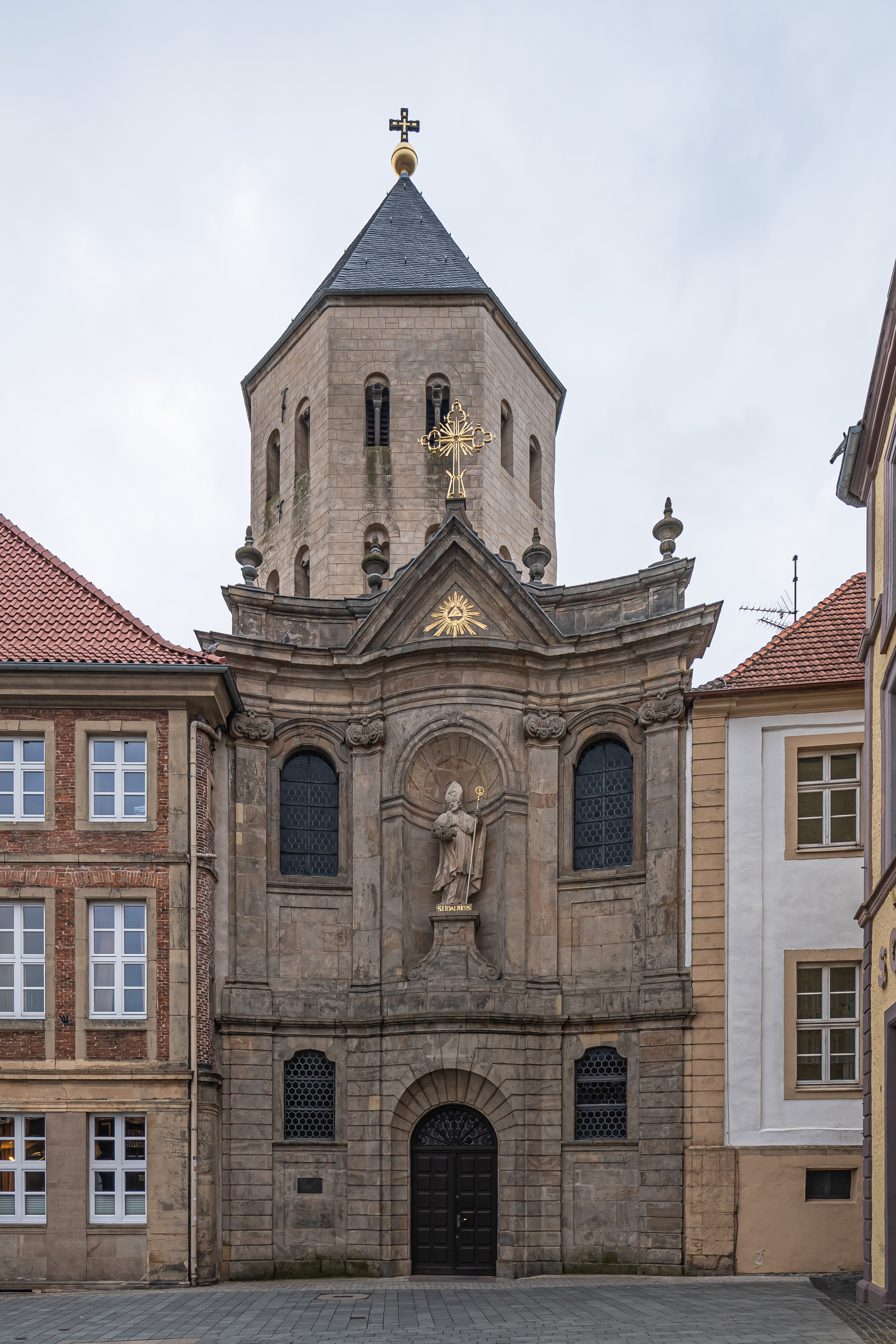
Barockfassade der Gaukirche in Paderborn
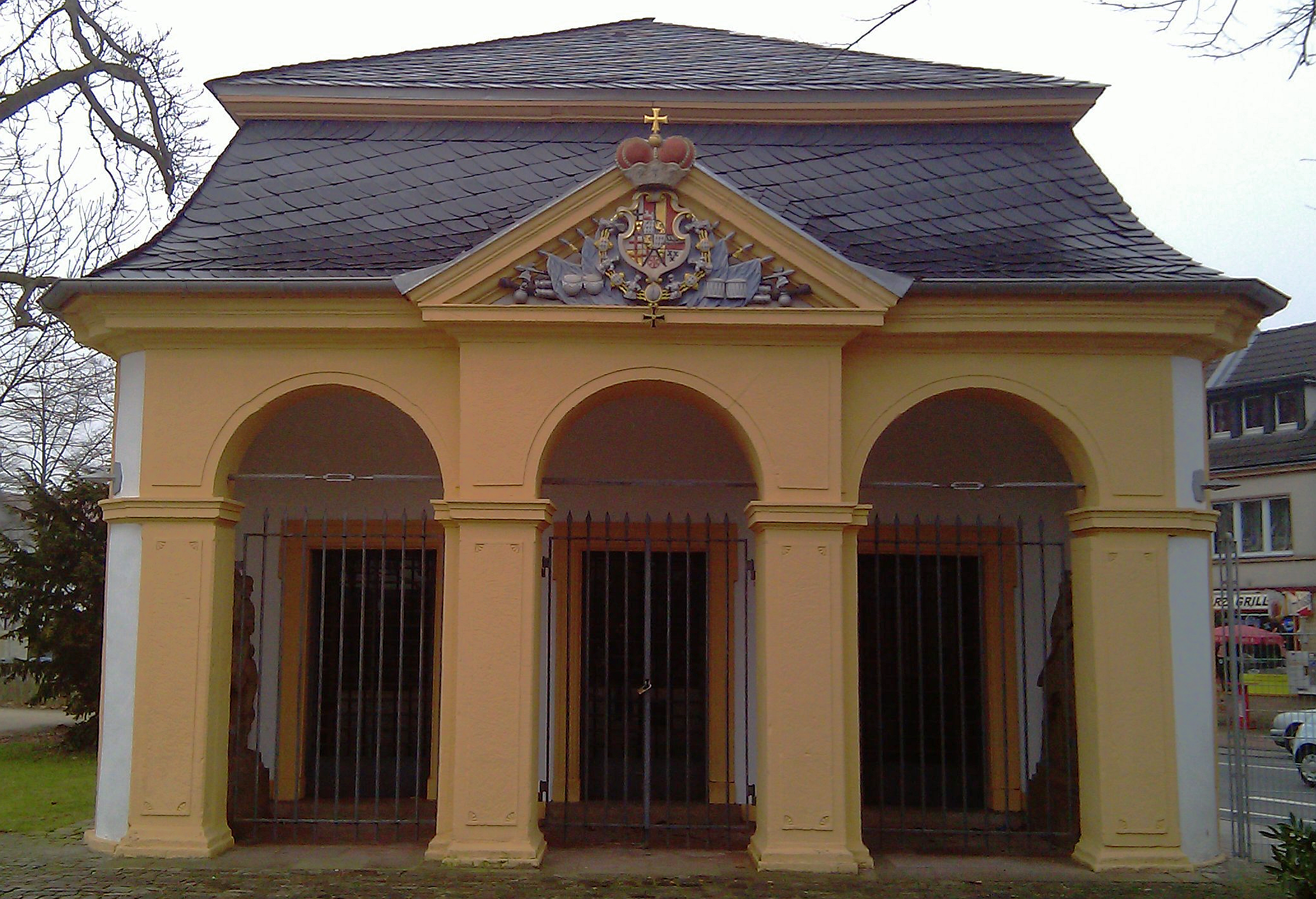
Die Schlosswache der paderbornischen Grenadiere in der Residenz Neuhaus (1733).
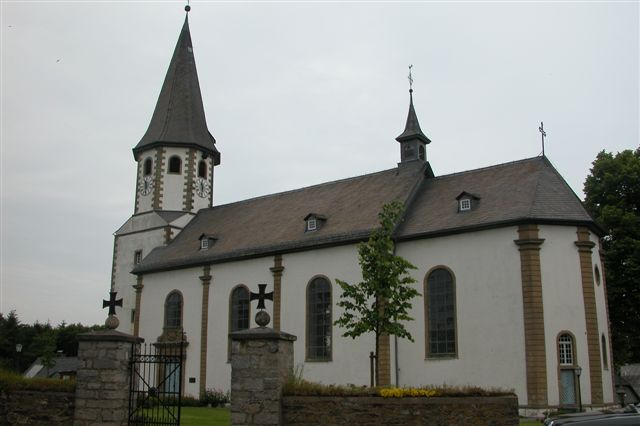
Barockkirche St. Laurentius in Scharfenberg
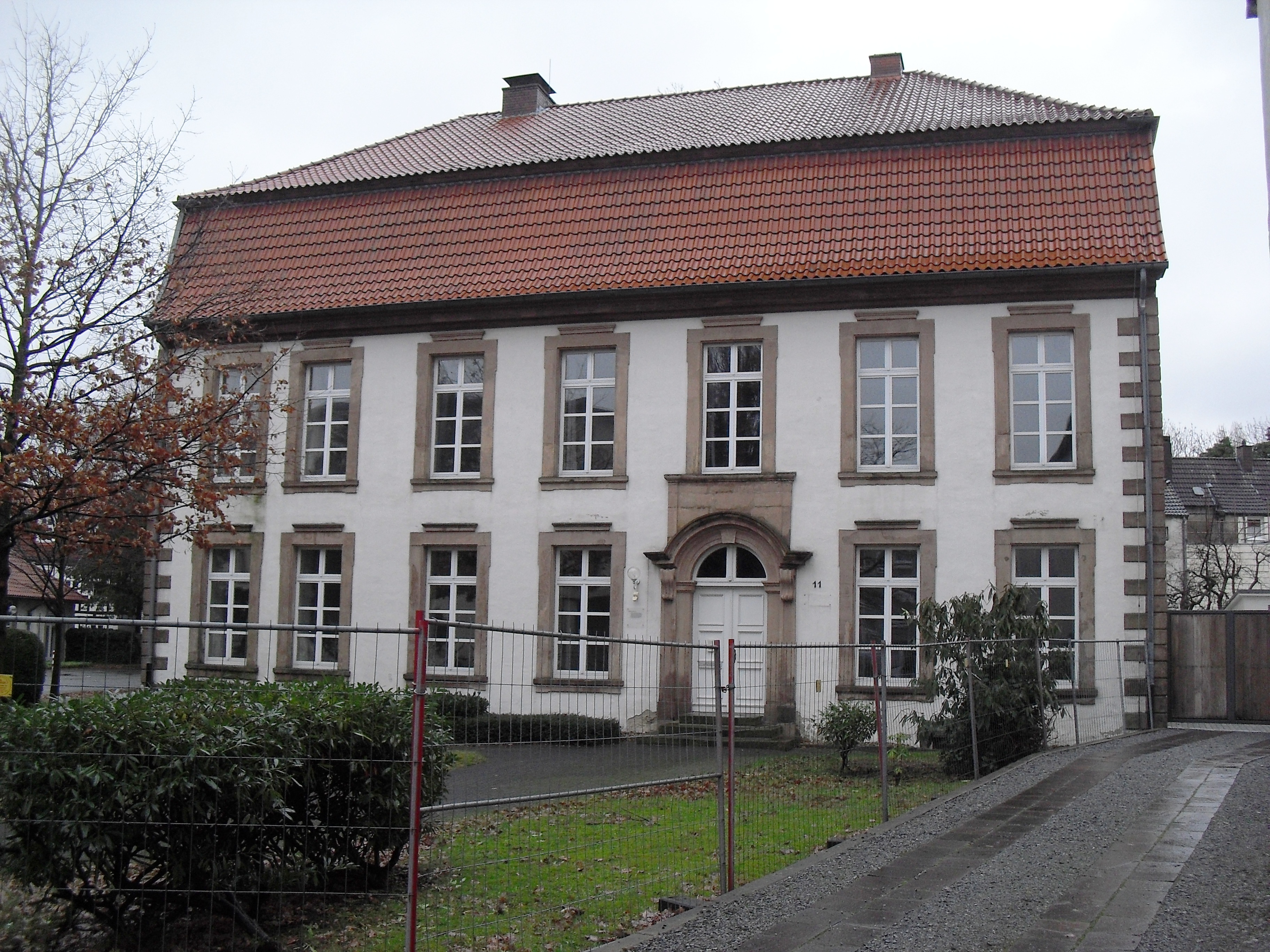
Hardehauser Hof

- um 1725: Paderborn, Posthof
- 1729: Marstall in Schloß Neuhaus
- um 1730: Lusthaus in Hardehausen
- 1733: Schlosswache in Neuhaus
- 1733: Markt 8 in Paderborn
- 1734: Hardehausener Hof in Paderborn
- 1735: Umgestaltung des Hofrisalites am Schloss Overhagen bei Lippstadt
- um 1736: Schlossgarten in Neuhaus
- 1738: „Zucht- und Fabrikenhaus“ in Paderborn[1]
- 1739: Abteigebäude in Freckenhorst
- 1740: Erweiterung der Domdechanei in Paderborn, heutige Stadtbibliothek
- 1741 in Corvey jeweils im Rokoko-Stil:
  - Als Tee- oder Pomeranzenhaus bezeichnetes Orangeriegebäude
  - Benediktuskapelle in St. Stephanus und Vitus (Corvey)
  - das Turmzimmer (heute Bibliothek)
- 1741: Paderborn, Portal des Heisingschen Hauses
- 1742–70: Kleinenberg, Wallfahrtskirche Mariä Heimsuchung
- 1743: Neubau des Gaukirchenklosters in Paderborn
- 1743–45: St. Laurentiuskirche in Scharfenberg
- 1746: Umbau des Westphalen Hofes an der Giersstraße in Paderborn
- 1746–49: neue Vorhalle der Gaukirche in Paderborn, eines der Hauptwerke des Baumeisters
- 1747–51: Pfarrkirche in Weiberg
- 1749: Nordflügel des Hauses Geist bei Oelde
- 1749–52: Franziskanerkirche und -kloster in Lügde
- 1751: Godelheim, Kurhotel Haus Brunnen
- 1754: Bauleitung der Kirche Maria Immaculata in Büren
- Pläne zum Schloss Schwarzenraben, Erwitte, Baubeginn vermutlich ab 1765

## Unsichere Werke
- 1752: Brilon, Haus Sauvigny, Steinweg 3. Das Haus wurde vermutlich von Johann Matthias Kitz erbaut.